# Parc Nacional Jökulsárglijúfur
El Parc Nacional de Jökulsárglijúfur era un parc nacional d'Islàndia, establert el 1973, que cobria una àrea de 150 km², ara convertit en el major Parc Nacional Vatnajökull des del 7 de juny del 2008, juntament amb l'antic Parc Nacional Skaftafell.
Jökulsárglijúfur vol dir 'Canó de la glacera' i fa referència a un canó de més de 30 km de longitud que s'ha format pel curs del riu Jökulsá á Fjöllum, que és el segon riu més llarg d'Islàndia.
Aquesta gorja formada pel riu és una gran esquerda generada al terreny per la força al·luvial de les colades originades en la glacera. L'erosió constant de la vall es manté pel cabal del desglaç que prové del casquet i que arriba a tenir el gran volum que s'observa a la cascada de Dettifoss.
Al parc Jökulsárglijúfur es troben:
- el sector Ásbyrgi al nord,
- el sector Vesturdalur o sector central amb la zona dHljódaklettar o de les 'roques de gel', la zona de Rauôhólar, o dels 'turons vermells' i a l'extrem meridional la zona d'Hólmatungur.